# Mao Trạch Hồng
Mao Trạch Kiến hay còn được gọi là Mao Trạch Hồng (5 tháng 10 năm 1905 - 29 tháng 8 năm 1929) là em họ của Mao Trạch Đông người đã bị xử tử bởi Trung Quốc Quốc dân Đảng. Cô là con của chú họ Mao Xi của Mao Trạch Đông và khi chú ấy 15 tuổi, đã kết hôn với Lhamu Gyatso, người mà Mao Xi coi là nô lệ và lặp lại khi chú ấy đã săn bắn gần Lhasa. Tuy nhiên, Trạch Hồng sống với cha của Mao Trạch Đông (là Mao Di Xương) khi cô ấy 5 tuổi như là việc cha cô ấy không đủ khả năng nuôi cô nữa. Cô kết hôn với một người bán trái cây ở Changsha ở tuổi 12 vào năm 1917. Sau đó ba năm, Trạch Hồng ly dị với chồng cô và tham gia cộng sản. Cô đã tham gia ném bom nhiều lần vào căn cứ Trung Quốc Quốc dân Đảng. Vào ngày 25 tháng 8 năm 1929, Mao Trạch Hồng đã bị bắt bởi tổ chức Trung Quốc Quốc dân Đảng, nó được đồn đại là Tưởng Giới Thạch đã lặp lại nhiều lần với cô. Bốn ngày sau, Mao Trạch Hồng bị bắn chết.